# Wilberforce (Kater)
Der Kater Wilberforce (* ?, † 1988) war von 1973 bis 3. April 1987 als Chief Mouser in Downing Street No. 10 dafür zuständig, die Mäusepopulation möglichst gering zu halten.

## Leben und Wirken
Insgesamt versorgte die britische Regierung im 20. Jahrhundert fast 100 Katzen und Kater als zivile Bedienstete, um die Regierungsgebäude frei von Nagetieren zu halten. Bekannt wurde Wilberforce durch die längste „Amtszeit“ von allen.
Wilberforce, benannt nach dem britischen Parlamentarier William Wilberforce (1759–1833), kam 1973 nach 10 Downing Street; er war ein Geschenk der Royal Society of the Prevention of Cruelty to Animals (RSPCA) an Edward Heath. Der Kater diente als Chief Mouser to the Cabinet Office nach Heath noch drei weiteren britischen Premierministern: Harold Wilson, James Callaghan und Margaret Thatcher. Die Presse kolportierte die Anekdote, Thatcher habe dem Kater aus Moskau eine Dose Ölsardinen mitgebracht, angeblich weil es dort nichts anderes zu kaufen gegeben habe.
Wilberforce ging am 3. April 1987 „in Pension“ und starb 1988. Sein Nachfolger wurde der Kater Humphrey. Die Band Wilberforce the Band, gegründet 1987, berief sich auf den Chief Mouser als Namensgeber.